# Diggins
Diggins – wieś w Stanach Zjednoczonych, w stanie Missouri, w hrabstwie Webster.